# Cupressus cashmeriana
Cupressus cashmeriana (кипарис кашмірський) — вид хвойних рослин родини кипарисових.

## Поширення, екологія
Країни проживання: рідні — Бутан; Індія (Аруначал-Прадеш), введені — Китай (Тибет), Непал, Індія (Сіккім). Росте в вічнозелених покритонасінних лісах з пануванням Quercus, з лавровими деревами в підліску; також з Tsuga dumosa поблизу верхньої межі, і на скелястих (вапнякових) скелях в чистих насадженнях. Висотний діапазон становить від 1250 м до 2670 м над рівнем моря. Клімат в оптимальних поселеннях сильно залежить від літніх мусонних дощів, з ≈ 800—2000 мм річних опадів.

## Морфологія
Середні й великі дерева, виростають до 20–45 метрів у висоту, крони конічні або вузько пірамідальні з висхідними гілками і підвісними гілочками. Листки лускоподібні, 1–2 мм завдовжки, до 5 мм довжиною, синьо-зелений, з сіруватим або райдужним відтінком; молоді дерева до близько 5 років мають м'які голчасті листки довжиною 3–8 мм. Пилкові шишки завдовжки 3–5 мм, відпускають пилок на початку весни. Шишки кулясті, 12 мм в поперечнику, спочатку блідо-зелені з блакитним нальотом, пізніше темно-коричневі, складається з 10 лусок, близько 10 насінин в кожній лусці. Шишки відкриваються після дозрівання насіння за близько 24 місяці після запилення. Насіння численне, крилате.

## Використання
Використання цього дерева декоративне, релігійне, можливо, лікувальне; заготівля деревини може тепер зупинитись завдяки дефіциту і недоступності решти диких популяцій. Цей вид зазвичай висаджують в буддійських монастирях і храмах в Бутані.

## Загрози та охорона
Захист в основному приймає форму збереження на місці шляхом посадки окремих дерев в селах і біля монастирів і храмів.